# Distrito de Chamaca
El distrito peruano de Chamaca es uno de los ocho distritos de la provincia de Chumbivilcas, ubicada en el Departamento de Cuzco, bajo la administración el Gobierno regional del Cuzco. 
El Papa Juan XXIII segregó de la arquidiócesis del Cusco, las Provincias civiles de Canchis, Canas, Espinar y Chumbivilcas y con ellas creó la Prelatura de Sicuani, haciéndola sufragánea del Cusco, mediante la Constitución Apostólica "Universae Ecclesiae" del 10 de enero de 1959.

## Historia
Chamaca fue un antiguo poblado perteneciente al Curacazgo del Cuzco. Tras la llegada de los españoles, Chamaca fue una encomienda administrada primero por Diego García Montemayor, y luego por Manuel Criado de Castilla Ynga en 1623.
El distrito fue creado mediante la Ley de 2 de enero de 1857, durante el gobierno del Presidente Ramón Castilla.

## Geografía
Está ubicado a 3 739 m s. n. m.

## División administrativa
El distrito de Chamaca está conformado por 4 Centros Poblados y 10 Comunidades Campesinas:

### Centros Poblados[3]
- CP Añahuichi
- CP Cangalle
- CP Ingata
- CP Uchucarco

### Comunidades[4]
- Comunidad Campesina Añahuichi
- Comunidad Campesina Cangalle
- Comunidad Campesina de Cconchaccollo
- Comunidad Campesina de Ccacho Limamayo
- Comunidad Campesina de Quellomarca Pocta
- Comunidad Campesina de Tincurca Lacaya
- Comunidad Campesina de Uchuccarcco
- Comunidad Campesina Ingata
- Comunidad Campesina Tintaya
- Comunidad Originaria Sihuincha

## Atractivos turísticos
- Aguas termales de kalikanto
- Qaqa cárcel
- Las 7 iglesias antiguas
- La torre
- Potredo
- Waqrawiri
- Surimana
- mamacha urqu

## Platos típicos de la zona
- T'impu
- P'isqe
- Mirienda

## Autoridades

### Municipales
- 2023 - 2026[5]
  - Alcalde: Domingo Salas Centeno

Alcaldes anteriores
- 2019 - 2022: Antonio Huamán Arias

- 2015-2018: Walter Choquehuanca Arizapana.
- 2011-2014:[6] Domingo Salas Centeno, del Movimiento Autogobierno Aillu.
- 2007-2010: Víctor Rolando Abarca Peña

## Festividades
- Corpus Christi.
- 24 de junio: San Juan Bautista (C.C. de Uchuccarcco)
- Festival de danzas Waqrawiri
- 14 de septiembre: Señor de Exaltación
- 15 de septiembre: Festejos por el aniversario del distrito de Chamaca.